# Peyton Kennedy
Peyton Kennedy  (Toronto, 4 de janeiro de 2004) é uma atriz canadense, mais conhecida por interpretar Kate Messner na série de televisão Everything Sucks!.

## Filmografia
| Ano  | Título                    | Papel        | Notas             |
| ---- | ------------------------- | ------------ | ----------------- |
| 2012 | An Officer and a Murderer | Gwen Pelway  |                   |
| 2012 | The Offering              | Marla        | Curta-metragem    |
| 2013 | To Look Away              | Denise       | Curta-metragem    |
| 2014 | Dorsal                    | Iris         | Curta-metragem    |
| 2014 | The Captive               | Jovem Cass   |                   |
| 2014 | Cut Bank                  | Rosie        |                   |
| 2016 | American Fable            | Gitty        |                   |
| 2016 | Lavender                  | Jovem Jane   |                   |
| 2016 | Odd Squad: The Movie      | Dr. O        |                   |
| 2017 | XX                        | Jenny Jacobs | Segment "The Box" |
| 2017 | Sunny Side Up             | Sunny        | Curta-metragem    |
| 2017 | Pond life                 | Ellie        |                   |
| 2017 | What The Night Can Do     | Luana Cole   |                   |
| 2017 | Cardinal                  | Julie        |                   |

| Ano       | Título             | Papel         | Notas            |
| --------- | ------------------ | ------------- | ---------------- |
| 2013      | Copper             | Clara Purvis  | 1 episódio       |
| 2014      | The Ron James Show |               | 1 episódio       |
| 2014      | Hannibal           | Little Girl   | 1 episódio       |
| 2015      | Between            | Annie         | 2 episódios      |
| 2015      | Murdoch Mysteries  | Mary Pickford | 1 episódio       |
| 2016      | Killjoys           | Xosia         | 1 episódio       |
| 2017      | Taken              | Mattie Glynn  | 2 episódios      |
| 2014–2017 | Odd Squad          | Dr. O         | Elenco Principal |
| 2018      | Everything Sucks!  | Kate Messner  | Elenco Principal |
| 2018      | Grey's Anatomy     | Betty Nelson  | 7 episódios      |